# رالف إي. كامبل
رالف إي. كامبل (بالإنجليزية: Ralph E. Campbell)‏ هو قاضي ومحامي أمريكي، ولد في 9 مايو 1867، وتوفي في 9 يناير 1921.